# Schuirbach
Der Schuirbach ist ein nördlicher, rechter Zufluss der Ruhr in den Essener Stadtteilen Schuir und Werden.

## Geographie
Der Schuirbach entspringt im namensgebenden Stadtteil Schuir nördlich der Wallneyer Straße und östlich des Schuirwegs. Er durchquert den Stadtteil in südlicher Richtung und nimmt unter anderem das Wasser des Kahlensiepenbachs rechtsseitig auf. Südlich des Kettwiger Stadtwalds im westlichsten Bereich des Stadtteils Werden mündet der Schuirbach rechtsseitig in die Ruhr. Der Bach gilt als naturnah.